# Tostini
Tostini is een plaats (frazione) in de Italiaanse gemeente Agosta.